# Derek Ezra, Baron Ezra
Derek Ezra, Baron Ezra MBE (* 23. Februar 1919; † 22. Dezember 2015) war ein britischer Politiker (Liberal Democrats), Manager und Wirtschaftsfunktionär.

## Leben und berufliche Laufbahn
Ezra wurde am 23. Februar 1919 als Sohn von David und Lilie Ezra geboren. Er besuchte die Monmouth School in Monmouth, Monmouthshire, Wales. Er graduierte am Magdalene College der Cambridge University mit einem Master of Arts.
Während seiner Studienzeit in Cambridge trat er 1936 der Liberal Party bei. Er war Mitglied des Cambridge University Liberal Clubs, dessen Rundbrief er 1937–1938 herausgab.
Während des Zweiten Weltkrieges und in den Nachkriegsjahren bis 1947 diente Ezra in der britischen Armee. Ab 1947 arbeitete er beim National Coal Board. Von 1952 bis 1956 war er Mitglied der britischen Delegation bei der Europäischen Gemeinschaft für Kohle und Stahl (Montanunion).
Beim National Coal Board war Ezra von 1958 bis 1960 regionaler Verkaufsleiter (Regional Sales Manager), von 1965 bis 1967 Generaldirektor für den Bereich Marketing und von 1965 bis 1982 Mitglied des Vorstands, 1967 bis 1971 stellvertretender Vorstandsvorsitzender und 1971 bis 1982 Vorsitzender des Vorstands. Ezra war von 1982 bis 1989 Direktor von Redland plc und von 1979 bis 1989 von Solvay SA. Von 1990 bis 1999 war er für die Energy and Technical Services Group plc tätig. Ab 2000 arbeitete er für Micropower Ltd.
Daneben war er von 1966 bis 1999 Vorstandsvorsitzender der Associated Heat Services plc und von 1982 bis 1987 Berater für industrielle Angelegenheiten (Industrial Advisor) bei Morgan Grenfell.
Von 1976 bis 1978 gehörte Ezra dem British Institute of Management an. Von 1981 bis 1986 war er Präsident der Coal Industry Society und von 1987 bis 1992 Präsident der Coal Institute of Trading Standards Administration. Von 1983 bis 1987 war er Vorsitzender des British Iron & Steel Consumers' Council.
Ezra starb am 22. Dezember 2015 im Alter von 96 Jahren.

## Mitgliedschaft im House of Lords
Ezra wurde am 2. Februar 1983 zum Life Peer als Baron Ezra, of Horsham in the County of West Sussex ernannt. Seine Antrittsrede im House of Lords hielt er am 2. März 1983. Im Oberhaus setzte er sich vor allem für Energiethemen ein und war von 1998 bis 2005 der Sprecher der Liberal Democrats für Energieangelegenheiten.
Ab 2001 war er zunächst noch regelmäßig, später wegen seines Alters und nachlassender Gesundheit nur mehr selten anwesend. An einer Abstimmung nahm er zuletzt am 18. Juni 2008 teil. An Debatten nahm er bis zuletzt teil.

## Wirken in der Öffentlichkeit
Ezra war Schirmherr (Patron) der Combustion Engineering Association. Diese Organisation vergibt den nach ihm benannten Derek Ezra Award für „herausragende Leistungen in der Erforschung der Verbrennungstechnik“. 2003 überreichte Ezra den Preis Valentina Cvoro für herausragende Leistungen im Studium von Verbrennungstechnologie.
Ezra beschäftigte sich in den letzten Jahren mit den Auswirkungen der Umwelt auf saubere Kohletechnologie und dem Problem der Energiearmut. Auch gründete er ein Unternehmen, das sich für die Förderung von alternativer Stromerzeugung einsetzt.

## Ehrungen
Ezra wurde 1945 mit dem Bronze Star der USA ausgezeichnet. Im gleichen Jahr wurde er Mitglied des Order of the British Empire (M.B.E.).
1974 wurde er Knight Bachelor. Mit dem Großoffizier des Verdienstordens der Italienischen Republik wurde Ezra 1979 geehrt. Im gleichen Jahr erhielt er die Ehrendoktorwürde Doctor of Science (D.Sc.) von der Cranfield University. 1981 wurde er mit dem Offizier der Ehrenlegion geehrt und im selben Jahr mit dem Komturkreuz des Verdienstordens des Großherzogtums Luxemburg. 1981 erhielt er den Ehrendoktortitel Doktor der Rechte (LL.D.) der University of Leeds.
Er war Honorary Fellow des Magdalene College. Ezra war auch Liveryman der Worshipful Company of Haberdashers und der Worshipful Company of Fuellers.

## Familie
Ezra heiratete 1950 Julia Elizabeth Wilkins, die vor ihm starb.

## Veröffentlichungen
- Coal and Energy, Ernest Benn Ltd, 1978, ISBN 978-0510000042
- The Energy Debate, Ernest Benn Ltd, 1983, ISBN 978-0854590872
- Long Term Approach to Industrial Growth, Hebden Royd, 1990, ISBN 978-1851871315 (mit Ed Davey)